# 凝结尾迹

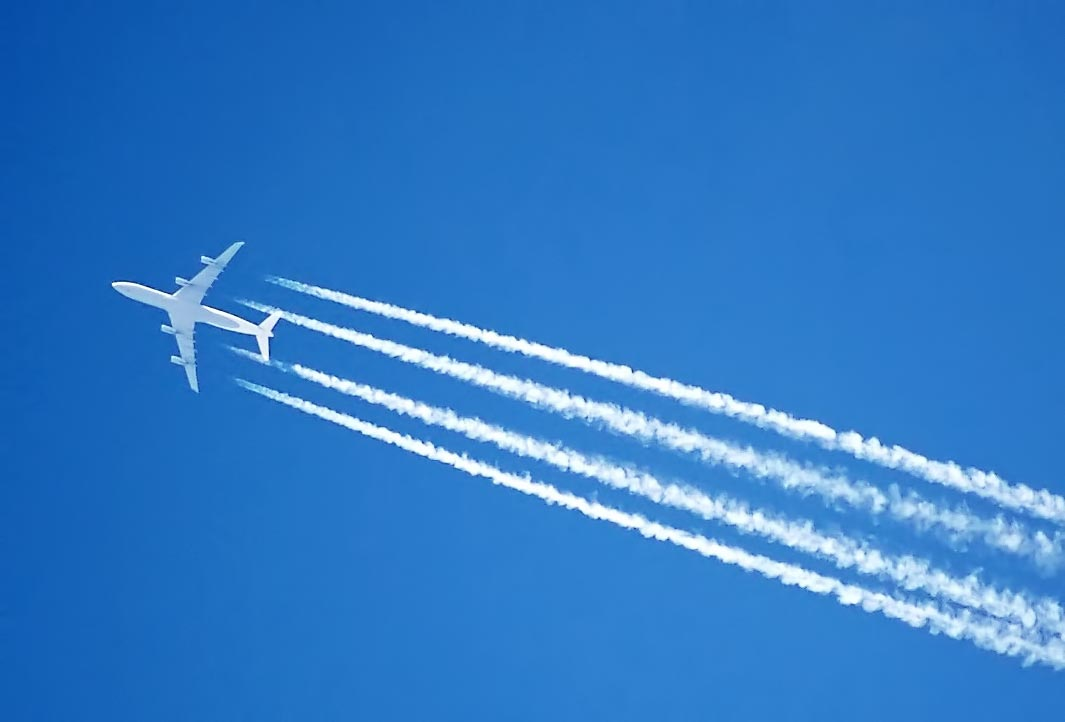
空中巴士A340-300喷气式客机产生的飞机云。

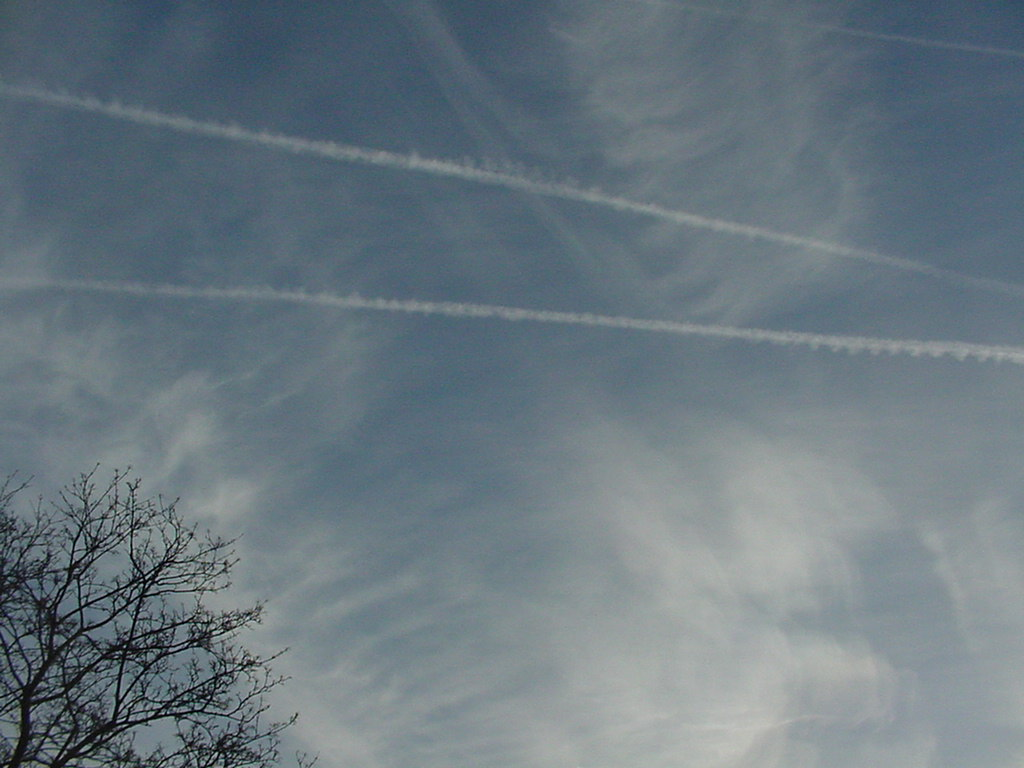
在机场不远处常可见到众多客机产生的新旧飞机云纵横交错的情景，图中还可见到风切变对老飞机云的影响。摄于英国曼彻斯特南郊。

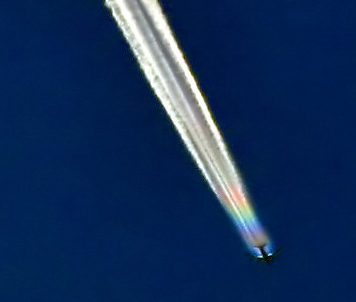
彩虹色的飞机云

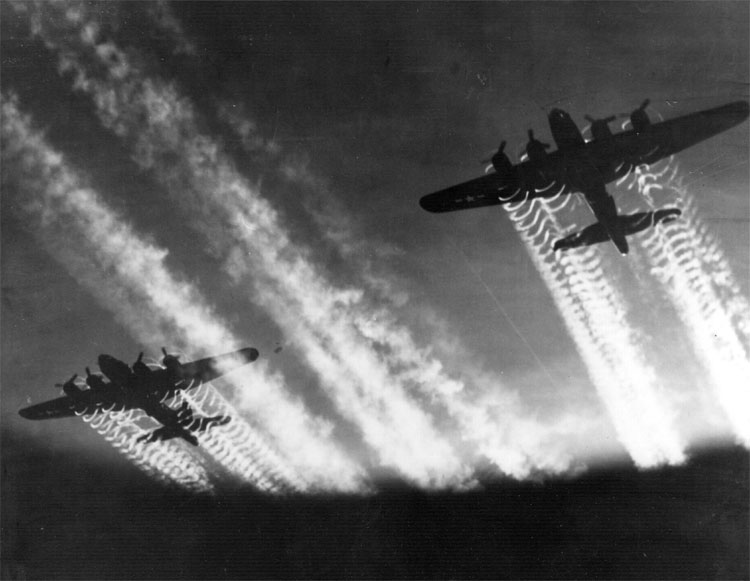
B-17螺旋桨尖端产生的飞机云

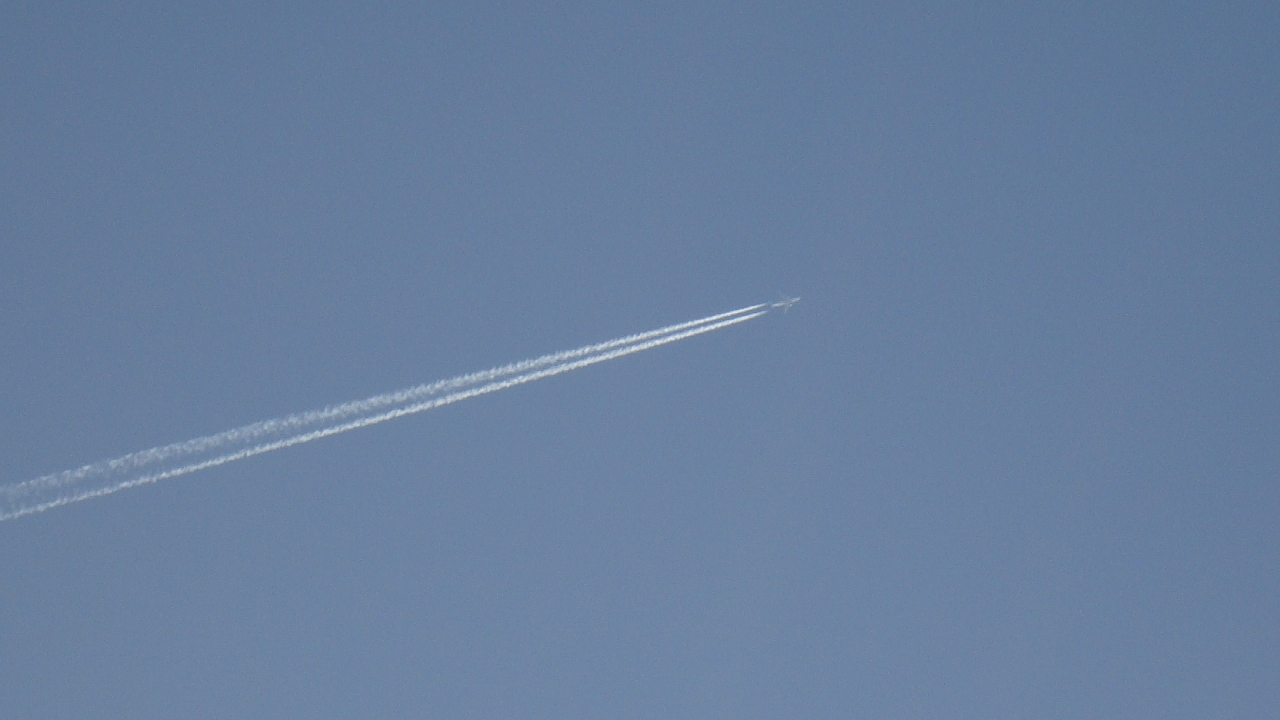
雙引擎的飛機產生的飛機雲

凝结尾迹，简称凝结尾，亦称飞机拉烟、飞机尾迹、雾化尾迹（英語：vapor trails），俗称飞机云、航迹云或机尾云，是一种由喷气式飞机引擎排出的浓缩水蒸气形成的可见云。形成原因為飛機引擎所排出的高溫废气在空气中冷却时，会迅速凝结成微小水滴。在空气温度够低的情形，飞机云也可能由細小的冰晶构成。另外从机翼尖端或襟翼拖曳而产生的翼尖漩涡，有时因为漩涡核心的水气凝结，也是部分可见的。每一个漩涡都是一大片旋转着的空气，在漩涡中心的气压很低。这种翼尖漩涡的产生和引擎废气的冷凝原理不同。翼尖漩涡有时也被称作蒸汽尾迹。
根据形成空域的温度、湿度和高度不同，飞机云在空中滞留的时间短则几秒，长可达数小时。持续时间较长的飞机云被称为“持久尾迹”，它会随着时间的推移缓慢扩散为数公里宽，二百至四百公尺高的卷云和高积云，影响当地大气。有科学家怀疑持久尾迹会影响全球气候。

## 引擎废气引起的凝结
碳氢燃料燃烧后的主要产物是二氧化碳和水蒸气。在海拔较高处的低温的环境下，局部水蒸气的增加可以使空气中的水蒸气含量超过饱和点。这些蒸气之后会凝结成微小的水滴并／或小沉积成为冰晶。成千上万的小水滴和／或冰晶形成了飞机云或凝结尾。云的主要组成部分是在空气中漂浮的水份。在高空过度冷却的水蒸气需要一种触发条件以激发它们的凝结或沉淀。引擎废气中的微粒正是起着这种触发条件的作用，促使空气中的水蒸气快速的转变成冰晶。飞机云或凝结尾一般在海拔8000米（26000英尺）以上出现，那里的温度低达-40°C（-40°F）。

## 气压降低引起的凝结

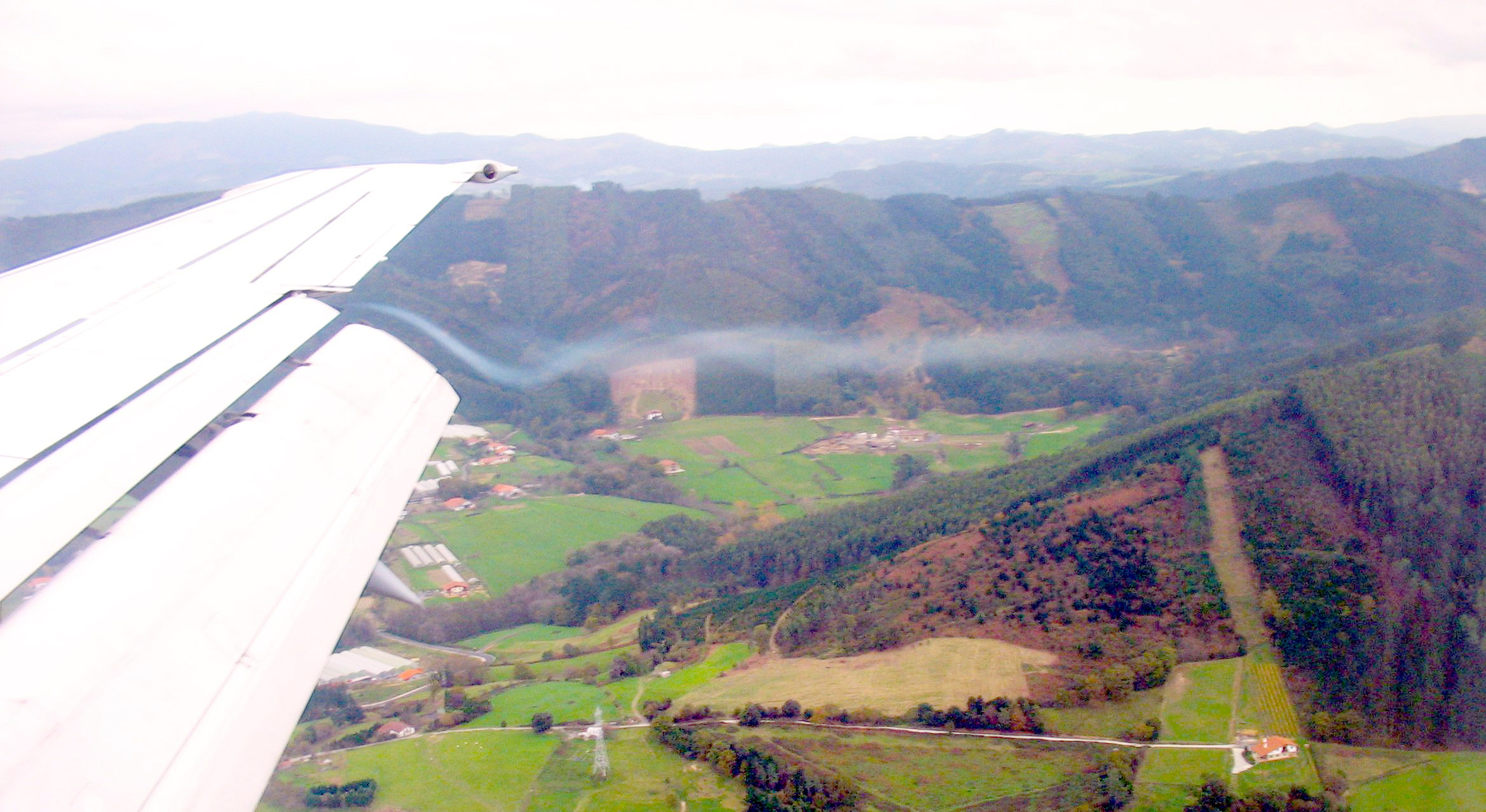
着陆中的客机襟翼处产生稍纵即逝的尾迹

飞机的机翼会引起机翼附近的气压下降，从而导致温度下降。气压和温度下降的综合效应会导致空气中的水凝结并形成后缘涡流。这种效应在潮湿的天气较为常见。后缘涡流常见于起飞和着陆期间客机的襟翼后方，航天飞机着陆期间，以及在执行高强度演习的军用喷气机上部翼的表面。此外，在涡轮风扇引擎通风口周围区域的气压会比周围空气的气压低，并可能导致在高推力装置的通风口形成冷凝雾。
这些类型的蒸汽尾迹与其他由喷气燃料燃烧引起的凝结尾形成对比。喷气机引擎废气产生的凝结尾常见于高海拔地区，并且出现在每个引擎的后部。与之相反，由于气压下降造成蒸气尾迹常见于湿度较高的低海拔区域，并且在翼梢和襟翼后部而不是在喷气机引擎后部。

## 和气候的关系

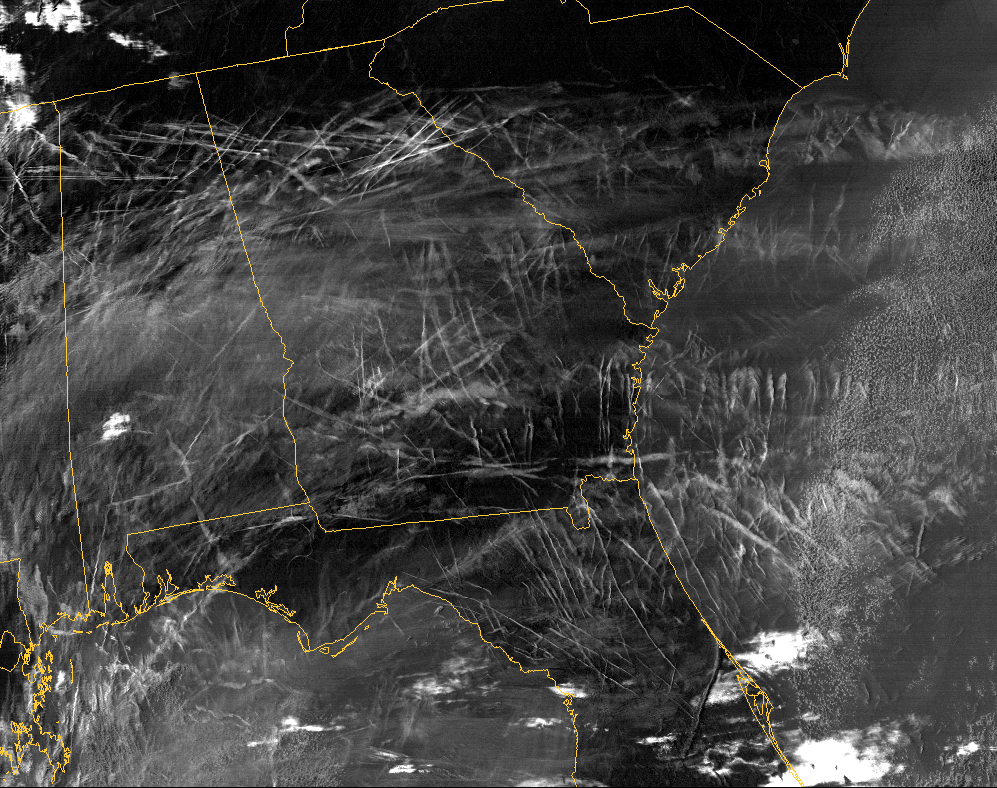
MORIS追蹤的在2004年1月29日覆蓋在美國東南，由飛機產生的凝結尾。

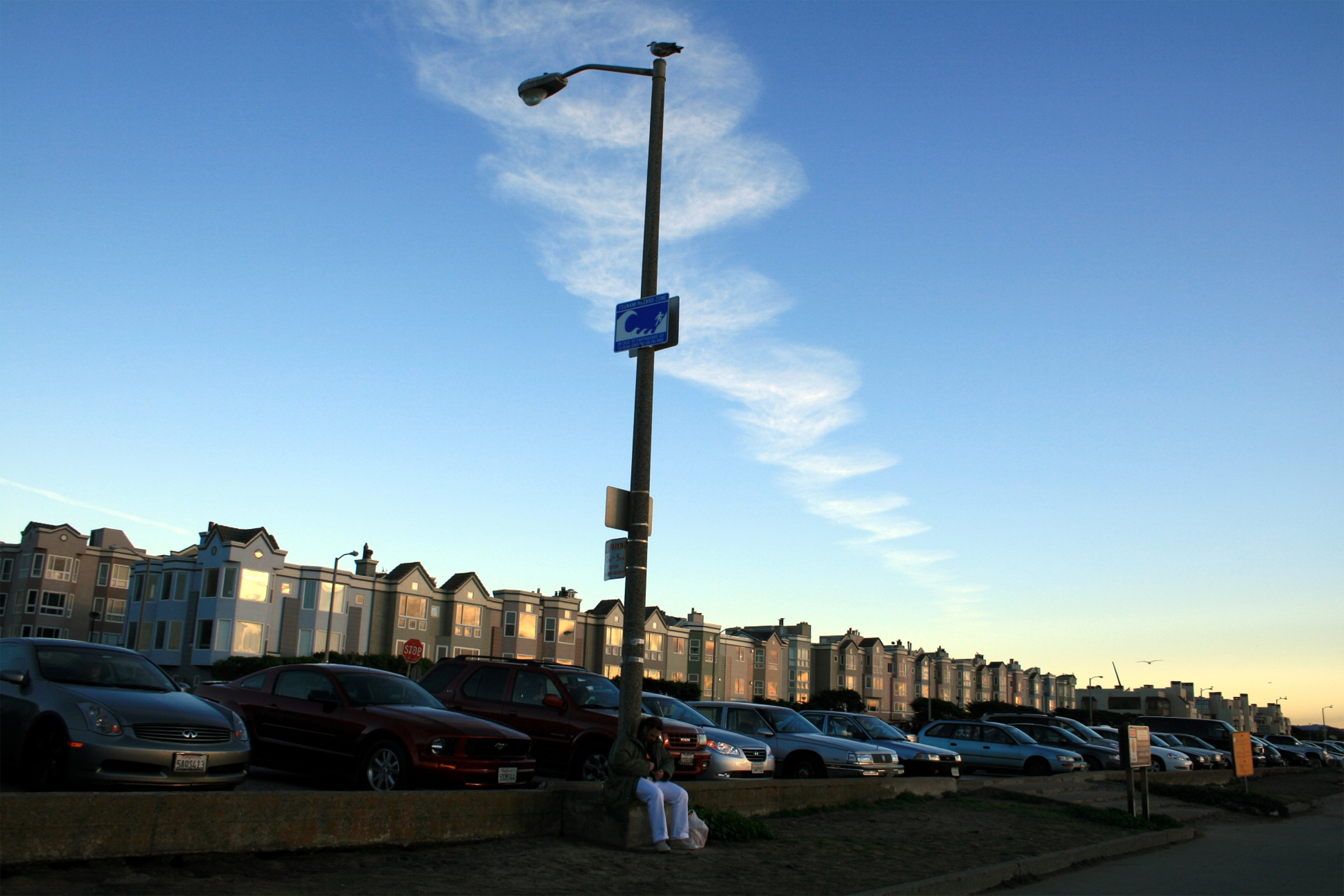
克劳不稳定性可使飞机云变形，图摄于旧金山

飞机云或凝结尾在地球辐射平衡上，扮演着正面的辐射驱动力。研究发现，相比于反射进入地球的太阳辐射（负面辐射驱动力），飞机云或凝结尾更多的阻碍、由地球和大气层放射出的长波辐射离开地球（正面辐射驱动力）。因此，飞机云的总体的网状效应是“正”的，也就是说主要是使气温上升的效应。但是，这种效应在每天和每年的跨度上都各不相同，并且总体上的这种效应大小度量并没有为人熟知：以1992年的空中交通情况来说，这种效应值的估计从3.5 mW/m²到17 mW/m²。另一项研究显示，夜间飞行对这种让气候变暖的效应负有最大的责任：日间飞行只对这种效应的产生起到了25%的作用，而夜间飞行却对这种效应起到了60%到80%的作用。同样的，冬季飞行只占到了每年飞行交通量的22%，却对年平均正面辐射驱动力却起到了一半的作用。

## 九一一袭击事件对气候影响的研究
在2001年九一一袭击事件后美国三天的全国飞机禁飞给科学家提供了一个难得的机会去研究飞机云造成的气候效应。测量显示，在没有飞机云的情况下，地方昼夜温差比之前直接加大了1°F左右。但是，这也有人认为可能是在这期间的经常的晴朗天气造成的。凝结尾已经被怀疑是造成“局部地区地表温度”在一段时间内变化的原因。David J. Travis，威斯康辛州Whitewater大学的大气学家已经在《自然》科学期刊上发表了关于飞机云对气候变化造成的可测量的影响的论文，并在俄勒冈州的波特兰举行的全美气象学会第十届年会发表了演说。在“9.11”事件后的三天禁飞所引起的航空器飞机云形式的变化所造成的气象效应在对美国大陆上超过4，000的观测站对地表温度变化的测量中显示出来。Travis的研究在书面上证明了“平均昼夜温差变化上的反常增加。昼夜温差变化（DTR）是一天中在各个观测点所观测到的最高温和最低温的差值。Travis观测到了一个在连续三天（9月11日至14日）.昼夜温差有1.8 °F的偏移量。这个增加是近30年以来记录在案的最大值，偏离了平均昼夜温差超过了两个标准差的范围，也就是说基本上可以肯定是由于禁飞而造成的。

## 反飞机云（擴散尾）

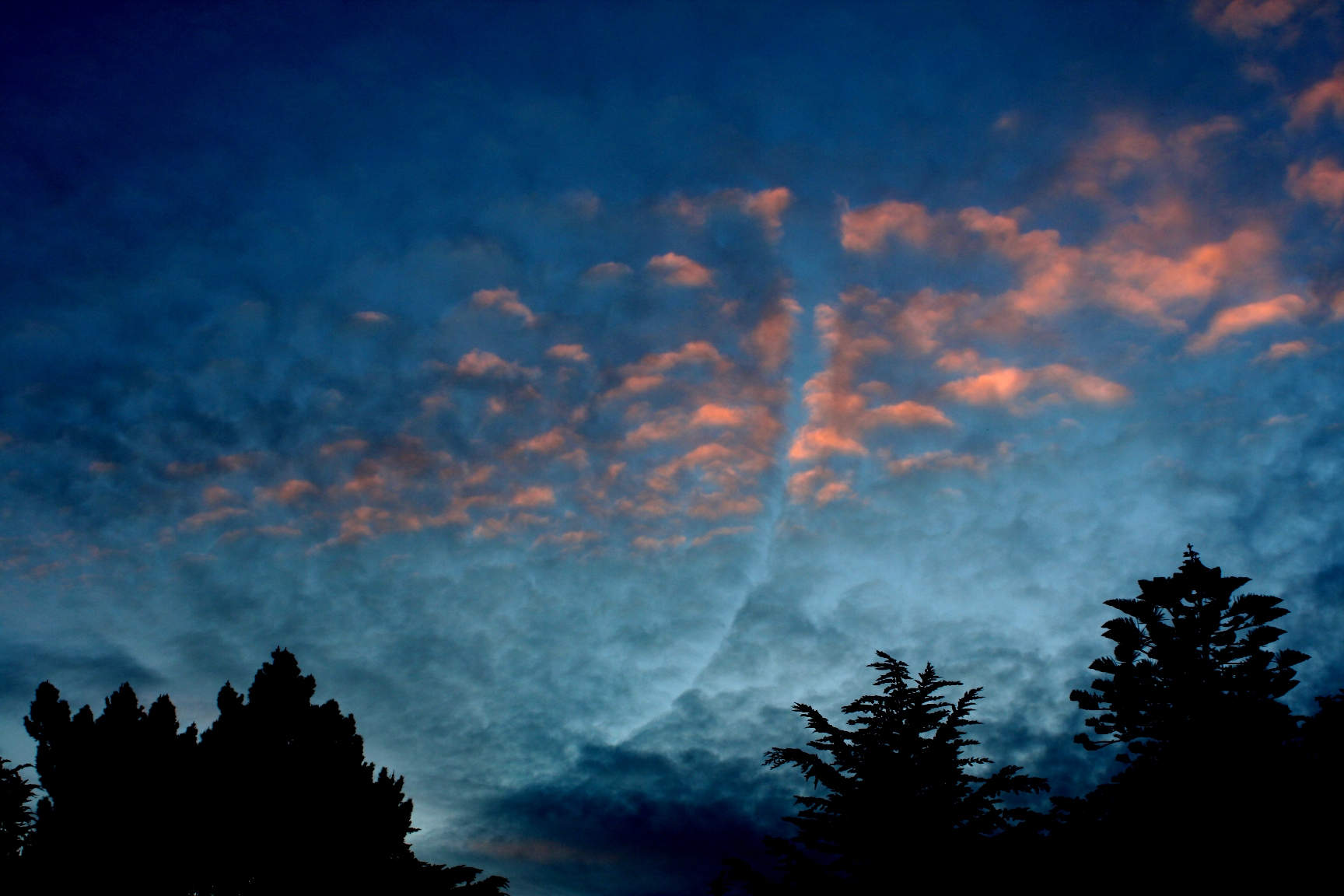
反飞机云是飞机云的一种相反形式。

当飞机在云层中穿过时，飞机可以在云层中清理出一个通道穿过，这就是所谓的反飞机云。因为飞机产生的飞机云不可见（飞机云通常形成于26,000英尺以上的高空，具体由温度和其他因素所决定）。如果云层较薄的话，反飞机云就像穿过云中的一条隧道。

## 雨幡洞云

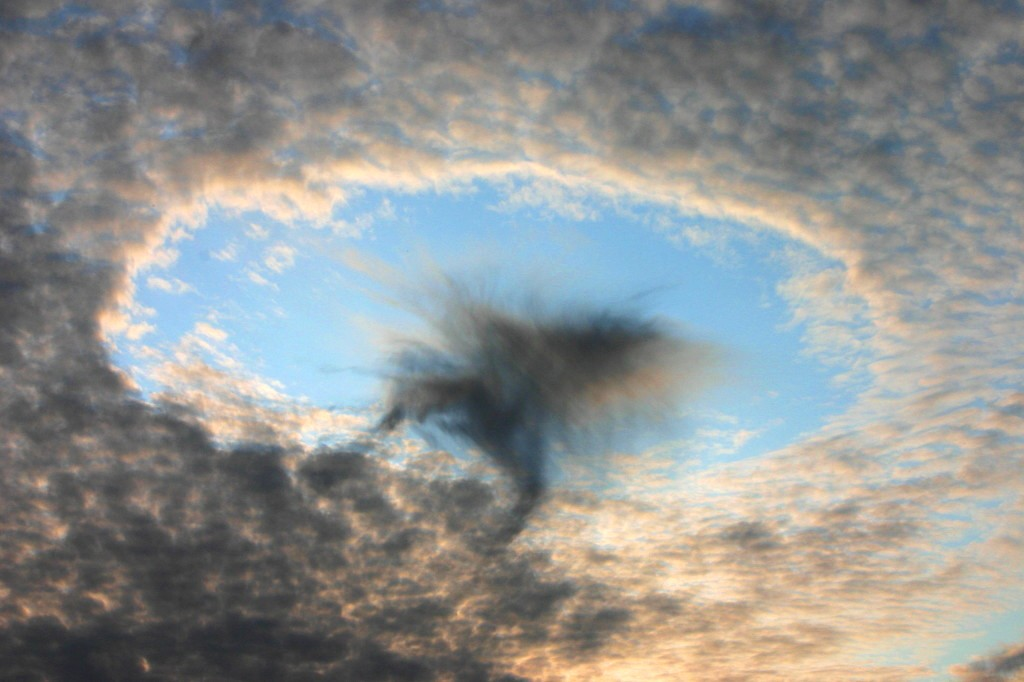
雲洞